# Justicia sericea
Justicia sericea är en akantusväxtart som beskrevs av Hipólito Ruiz López och Pav.. Justicia sericea ingår i släktet Justicia och familjen akantusväxter. Inga underarter finns listade i Catalogue of Life.